# Copa Mundial Femenina de Rugby de 1998
La Copa Mundial Femenina de Rugby de 1998 (1998 Women's Rugby World Cup en inglés) fue la tercera edición de la Copa Mundial Femenina de Rugby. Se llevó a cabo en Países Bajos entre el 1 de mayo de 1998 al 16 de mayo de ese mismo año.

## Fase de grupos

### Grupo A
| Equipo       | PG | PE | PP | PF  | PC  |
| ------------ | -- | -- | -- | --- | --- |
| Inglaterra   | 2  | 0  | 0  | 147 | 6   |
| Canadá       | 1  | 0  | 1  | 22  | 79  |
| Países Bajos | 1  | 0  | 1  | 51  | 16  |
| Suecia       | 0  | 0  | 2  | 0   | 139 |
| 1 de mayo | Países Bajos | 7 - 16 | Canadá |  |  |

| 2 de mayo | Inglaterra | 75 - 0 | Suecia |  |  |

| 5 de mayo | Canadá | 6 - 72 | Inglaterra |  |  |

| 5 de mayo | Países Bajos | 44 - 0 | Suecia |  |  |

### Grupo B
| Equipo         | PG | PE | PP | PF  | PC  |
| -------------- | -- | -- | -- | --- | --- |
| Estados Unidos | 2  | 0  | 0  | 117 | 16  |
| España         | 1  | 0  | 1  | 44  | 56  |
| Gales          | 1  | 0  | 1  | 101 | 35  |
| Rusia          | 0  | 0  | 2  | 7   | 167 |
| 2 de mayo | España | 28 - 18 | Gales |  |  |

| 2 de mayo | Rusia | 0 - 84 | Estados Unidos |  |  |

| 5 de mayo | España | 16 - 38 | Estados Unidos |  |  |

| 5 de mayo | Rusia | 7 - 83 | Gales |  |  |

### Grupo C
| Equipo        | PG | PE | PP | PF  | PC  |
| ------------- | -- | -- | -- | --- | --- |
| Nueva Zelanda | 2  | 0  | 0  | 210 | 6   |
| Escocia       | 1  | 0  | 1  | 37  | 84  |
| Italia        | 1  | 0  | 1  | 42  | 42  |
| Alemania      | 0  | 0  | 2  | 11  | 168 |
| 2 de mayo | Alemania | 6 - 134 | Nueva Zelanda |  |  |

| 2 de mayo | Italia | 8 - 37 | Escocia |  |  |

| 5 de mayo | Nueva Zelanda | 76 - 0 | Escocia |  |  |

| 5 de mayo | Alemania | 5 - 34 | Italia |  |  |

### Grupo D
| Equipo     | PG | PE | PP | PF | PC |
| ---------- | -- | -- | -- | -- | -- |
| Francia    | 2  | 0  | 0  | 33 | 14 |
| Australia  | 1  | 0  | 1  | 29 | 10 |
| Kazajistán | 1  | 0  | 1  | 18 | 29 |
| Irlanda    | 0  | 0  | 2  | 6  | 33 |
| 2 de mayo | Francia | 23 - 6 | Kazajistán |  |  |

| 2 de mayo | Irlanda | 0 - 21 | Australia |  |  |

| 5 de mayo | Australia | 8 - 10 | Francia |  |  |

| 5 de mayo | Irlanda | 6 - 12 | Kazajistán |  |  |

## Fase Final

### Cuartos de final Bowl/Shield
| 9 de mayo | Irlanda | 21 - 18 | Países Bajos |  |  |

| 9 de mayo | Alemania | 12 - 55 | Gales |  |  |

| 9 de mayo | Kazajistán | 47 - 5 | Suecia |  |  |

| 9 de mayo | Italia | 51 - 7 | Rusia |  |  |

### Cuartos de final Campeonato/Copa de plata
| 9 de mayo | Australia | 13 - 30 | Inglaterra |  |  |

| 9 de mayo | Escocia | 10 - 25 | Estados Unidos |  |  |

| 9 de mayo | Canadá | 9 - 7 | Francia |  |  |

| 9 de mayo | Nueva Zelanda | 46 - 3 | España |  |  |

### Semifinal Shield
| 12 de mayo | Países Bajos | 61 - 0 | Rusia |  |  |

| 12 de mayo | Alemania | 20 - 18 | Suecia |  |  |

### Semifinal Bowl
| 12 de mayo | Irlanda | 20 - 5 | Italia |  |  |

| 12 de mayo | Kazajistán | 18 - 13 | Gales |  |  |

### Semifinal Copa de Plata
| 12 de mayo | Australia | 17 - 15 | España |  |  |

| 12 de mayo | Francia | 7 - 27 | Escocia |  |  |

### Semifinal Campeonato
| 12 de mayo | Inglaterra | 11 - 44 | Nueva Zelanda |  |  |

| 12 de mayo | Canadá | 6 - 46 | Estados Unidos |  |  |

### 15° puesto
| 15 de mayo | Suecia | 23 - 3 | Rusia |  |  |

### Final Shield (13° puesto)
| 15 de mayo | Países Bajos | 67 - 3 | Alemania |  |  |

### 11° puesto
| 16 de mayo | Italia | 10 - 12 | Gales |  |  |

### Final Bowl (9° puesto)
| 15 de mayo | Irlanda | 10 - 26 | Kazajistán |  |  |

### 7° puesto
| 16 de mayo | Francia | 9 - 22 | España |  |  |

### Final Copa de Plata (5° puesto)
| 16 de mayo | Australia | 25 - 15 | Escocia |  |  |

### 3° puesto
| 16 de mayo | Canadá | 15 - 31 | Inglaterra |  |  |

### Final
| 16 de mayo | Nueva Zelanda | 44 - 12 | Estados Unidos |  |  |

| Bandera de Nueva Zelanda |
| Campeón Nueva Zelanda    |
| Primer título            |